# Benzylbromid
Benzylbromid ist eine organisch-chemische Verbindung aus der Stoffgruppe der Alkylhalogenide mit der Summenformel C7H7Br. Es ist ein Konstitutionsisomer der Bromtoluole.

## Eigenschaften
Reines Benzylbromid ist bei Raumtemperatur eine farblose, wasserklare Flüssigkeit, die bei etwa −4 °C kristallin erstarrt. Es hat bei 25 °C eine Dichte von 1,438 g/cm3. Mit den meisten gängigen organischen Lösungsmitteln ist es in jedem Verhältnis mischbar, jedoch nicht mit Wasser, durch das es langsam zu Benzylalkohol und Bromwasserstoff hydrolysiert wird.
Die Dämpfe von Benzylbromid sind stark tränenreizend („lacrimogen“), weshalb es in der Vergangenheit als chemisches Kampfmittel („Tränengas“) verwendet wurde. Bereits 0,004 mg pro Liter Luft rufen starken Tränenreiz hervor. Es greift die Schleimhäute an und führt zu heftigen Reizungen. Besonders bei intensivem Kontakt, beispielsweise beim Verschlucken von Benzylbromid, kommt es durch die erwähnte Hydrolysereaktion zu Verätzungen durch die entstehende Bromwasserstoffsäure. Beim Umgang mit Benzylbromid ist daher unbedingt entweder in einer Abzugsanlage zu arbeiten oder ein wirksamer Atemschutz zu tragen. Augenschutz ist in jedem Fall erforderlich.
Benzylbromid ist zwar brennbar, jedoch nicht leicht entzündlich.

## Gewinnung und Darstellung
Benzylbromid kann durch radikalische Bromierung von Toluol hergestellt werden. Diese Reaktion wird üblicherweise in der Siedehitze und unter Einwirkung von Licht (SSS-Regel) durchgeführt. Dabei ist darauf zu achten, dass das Brom langsam und nur in der stöchiometrisch benötigten Menge (ein Äquivalent Br2 pro Äquivalent Toluol) zum Toluol hinzugegeben wird, damit das gebildete Benzylbromid nicht mit einem Brom-Überschuss zu Benzylidendibromid weiter reagieren kann. Die Geschwindigkeit für eine zweite Bromierung an der Seitenkette ist allerdings deutlich geringer. Benzotribromid wird nicht mehr gebildet.

## Verwendung und Reaktionsbeispiele
Als elektrophiles Alkylierungsmittel wird Benzylbromid zur Alkylierung (Benzylierung) von nukleophilen Substanzen verwendet.
In der organischen Synthesechemie dient es oft als Reagenz zur Einführung der Benzyl-Schutzgruppe (Abkürzung: Bn oder Bzl) bei Alkoholen, Phenolen, Carbonsäuren oder primären bzw. sekundären Aminen. Typischerweise reagiert dabei das Benzylbromid mit einem Alkoholat (das heißt einem zuvor deprotonierten Alkohol) im Sinne einer nukleophilen Substitution (SN2-Mechanismus) zu einem Benzylether. Mit Carbonsäuren – hier werden in der Regel deren Salze, wie zum Beispiel R–COONa, eingesetzt – entstehen entsprechende Benzylester; mit Aminen die N-Benzylamine. Die Benzyl-Schutzgruppe wird recht häufig verwendet, da sie mit vielen anderen Schutzgruppen kompatibel ist.
Mit Magnesium reagiert Benzylbromid unter wasserfreien Bedingungen sehr leicht zu der Grignard-Verbindung Benzylmagnesiumbromid. Dies kann in einer Grignard-Reaktion mit vielen verschiedenen Reaktionspartnern umgesetzt werden. Die Benzylgruppe im Benzylmagnesiumbromid kann als nukleophiles Alkylierungsmittel aufgefasst werden.
Weitere, synthesechemisch wertvolle Umsetzungsmöglichkeiten bieten die Reaktionen von Benzylbromid mit Triphenylphosphin bzw. mit Triethylphosphit. Triphenylphosphin führt mit Benzylbromid zum Benzyltriphenylphosphoniumbromid, welches in einer Wittig-Reaktion mit Ketonen oder Aldehyden zu phenyl-substituierten Alkenen weiterverarbeitet werden kann. Triethylphosphit liefert in einer Michaelis-Arbuzov-Reaktion mit Benzylbromid den Benzylphosphonsäurediethylester, der wiederum als Ausgangsstoff für die Synthese von phenyl-substituierten Alkenen aus Ketonen oder Aldehyden nach der Horner-Wadsworth-Emmons-Reaktion dient.
Benzylbromid ist im chemischen Labor das für diese Zwecke am häufigsten verwendete Benzylhalogenid, da es
- deutlich reaktiver ist als Benzylfluorid, welches zudem als sehr toxisch gilt,
- weniger toxisch und in vielen Fällen auch etwas reaktiver ist als Benzylchlorid und
- stabiler ist als das zwar reaktivere, aber besonders an der Luft zur oxidativen Zersetzung neigende Benzyliodid.

In Synthesen, bei denen die Reaktivität des Benzylbromids nicht ausreicht, werden in katalytischen (das heißt unterstöchiometrischen) Mengen im Reaktionsmedium lösliche Iodide, beispielsweise Tetrabutylammoniumiodid, zugesetzt, welche mit Benzylbromid in situ das reaktivere Benzyliodid bilden (Finkelstein-Reaktion). Dieses setzt nach seiner Weiterreaktion das Iodid-Ion wieder frei.

## Entsorgung
Reste von Benzylbromid können durch Reaktion mit wässrigen Basen (beispielsweise verdünnte Natronlauge oder Ammoniak-Lösung) vernichtet werden. Die daraus resultierenden Abfälle müssen fachgerecht als halogenhaltige, organisch-chemisch kontaminierte Sonderabfälle entsorgt werden.